# (18520) Wolfratshausen
(18520) Wolfratshausen est un astéroïde de la ceinture principale.

## Description
(18520) Wolfratshausen est un astéroïde de la ceinture principale. Il fut découvert le 6 novembre 1996 à Chichibu par Naoto Satō. Il présente une orbite caractérisée par un demi-grand axe de 2,68 UA, une excentricité de 0,19 et une inclinaison de 3,6° par rapport à l'écliptique.

## Compléments